# Bolitho
Bolitho – wieś w Anglii, w Kornwalii. Leży 21 km na wschód od miasta Penzance i 391 km na zachód od Londynu.